# Observatoire Madonna di Dossobuono
L'observatoire Madonna di Dossobuono (Osservatorio Madonna di Dossobuono) est un observatoire astronomique situé dans le district de Madonna di Dossobuono à Vérone, en Italie. Son Code UAI est 560.
L'observatoire a été créé dans les années 1980 à l'initiative de l'astronome amateur Luciano Lai et est dédié au philosophe et astronome Giordano Bruno.
Le Centre des planètes mineures lui attribue la découverte de sept astéroïdes numérotés entre 1994 et 1999.

## Astéroïdes découverts
| (10921) Romanozen       | 17 janvier 1998   |
| (11112) Cagnoli         | 18 novembre 1995  |
| (15036) Giovannianselmi | 18 novembre 1998  |
| (15386) Nicolini        | 25 septembre 1997 |
| (15950) Dallago         | 17 janvier 1998   |
| (24087) Ciambetti       | 27 octobre 1999   |
| (43871) 1994 TW15       | 13 octobre 1994   |